# Jean-Charles Velge
Jean-Charles Marie Léon baron Velge (Brussel, 9 januari 1930 - aldaar, 29 mei 2010) was een Belgisch bedrijfsleider en bestuurder. Hij was gedelegeerd bestuurder en voorzitter van de raad van bestuur van staaldraadproducent Bekaert.

## Biografie

### Familie
Jean-Charles Velge was een kleinzoon van Leo Leander Bekaert, politicus en oprichter van metaalbedrijf Bekaert. Hij was een broer van ondernemer en politicus Léon Velge, een neef van ondernemer Maurice Velge, een neef van ondernemer en politicus Antoine Bekaert, een oom van bankier Maxime Jadot en een schoonbroer van advocaat en bestuurder Jean-Pierre De Bandt.
Hij trouwde met Marie-Louise Van Houtte (1933-2023), dochter van premier Jean Van Houtte. Ze hadden zes kinderen.

### Carrière
Velge studeerde burgerlijk ingenieur werktuigkunde aan de Katholieke Universiteit Leuven en ging in april 1957 aan de slag bij Bekaert. Nadat hij binnen het bedrijf diverse operationele functies bekleedde werd hij er in 1972 voorzitter van het directiecomité en in 1976 gedelegeerd bestuurder. Hij was de laatste familiale CEO van Bekaert; Karel Vinck volgde hem in 1985 op. Van 1985 tot 1997 was hij in navolging van Antoine Bekaert voorzitter van de raad van bestuur van de staaldraadproducent. In 1997 gaf hij de fakkel aan Thierry Verhaeghe de Naeyer door.
Hij bekleedde bestuursmandaten bij KBC, UCB en Robeco en was voorzitter van de Stichting Euphonia, de Muziekkapel Koningin Elisabeth, de Kliniek Sint-Jan, de Belgium Japan Association & Chamber of Commerce en de kerkfabriek van Sint-Denijs.
Hij was commandeur in de Kroonorde en de Japanse Orde van de Heilige Schatten. In 1993 werd hij opgenomen in de erfelijke adel met de persoonlijke titel baron. Binnen de Koning Boudewijnstichting werd een fonds naar Velge vernoemd en een ULB-leerstoel geschiedenis van de Tweede Wereldoorlog.